# Norbert Weisser
Pour les articles homonymes, voir Weisser.
Franz Norbert Weisser, né le 9 juillet 1946 en Allemagne (lieu à préciser), est un acteur américain d'origine allemande.

## Biographie
Installé aux États-Unis et devenu citoyen américain, Norbert Weisser débute au cinéma dans le film américain Midnight Express d'Alan Parker (1978, avec Brad Davis et Randy Quaid). Suivent notamment The Thing de John Carpenter (1982, avec Kurt Russell et Wilford Brimley), La Liste de Schindler de Steven Spielberg (1993, avec Liam Neeson et Ralph Fiennes), ou encore Anges et Démons de Ron Howard (2009, avec Tom Hanks et Ewan McGregor).
Notons également sa participation à plusieurs réalisations d'Albert Pyun, dont Captain America (1990, avec Matt Salinger dans le rôle-titre) et Nemesis 3: Prey Harder (1996, avec Tim Thomerson).
À la télévision (américaine principalement), il contribue à des séries et téléfilms à partir de 1977, dont K 2000 (un épisode, 1985), la mini-série De la Terre à la Lune (deux épisodes, 1998, avec Tom Hanks) et Urgences (un épisode, 2004).
Au théâtre, Norbert Weisser joue à Broadway (New York) en 1996, dans À torts et à raisons de Ronald Harwood (avec Ed Harris et Daniel Massey personnifiant Wilhelm Furtwängler).
Il est le père de l'acteur Morgan Weisser (né en 1971).

## Filmographie partielle

### Cinéma
- 1978 : Midnight Express d'Alan Parker : Erich
- 1980 : La Porte du paradis (Heaven's Gate) de Michael Cimino : un immigrant
- 1982 : The Thing de John Carpenter : le pilote d'hélicoptère norvégien
- 1982 : Androïde (Android) d'Aaron Lipstadt : Gunther Keller
- 1983 : La Quatrième Dimension (Twilight Zone: The Movie), segment Time Out de John Landis : le premier soldat
- 1986 : Trois Amigos ! (Three Amigos) de John Landis : un ami de l'Allemand
- 1987 : Walker d'Alex Cox : Prange
- 1988 : Sweet Lies de Nathalie Delon (film franco-américain) : Bill
- 1990 : Captain America d'Albert Pyun : l'expert en Alaska
- 1990 : The Radicals de Raul V. Carrera : Michael Sattler
- 1991 : Les Aventures de Rocketeer (The Rocketeer) de Joe Johnston : le pilote du Zeppelin
- 1992 : Chaplin de Richard Attenborough : le diplomate allemand
- 1993 : Arcade d'Albert Pyun : Albert
- 1993 : La Liste de Schindler (Schindler's List) de Steven Spielberg : Albert Hujar
- 1993 : Hocus Pocus : Les Trois Sorcières (Hocus Pocus) de Kenny Ortega : le père de Thackery
- 1994 : Aux bons soins du docteur Kellogg (The Road to Wellville) d'Alan Parker : Dr Spitzvogel
- 1996 : Nemesis 3: Prey Harder d'Albert Pyun : Edson
- 1996 : Adrénaline (Adrenaline: Fear the Rush) d'Albert Pyun : Cuzo
- 1996 : Nemesis 4: Death Angel d'Albert Pyun : Tokuda
- 1997 : Prise d'otages à Atlanta (Blast) d'Albert Pyun : le chef du commando de secours
- 2000 : Pollock d'Ed Harris : Hans Namuth
- 2001 : Explosion imminente (Ticker) d'Albert Pyun : Dugger
- 2004 : De pères en fils (Around the Bend) de Jordan Roberts : Walter
- 2008 : Road to Hell d'Albert Pyun : l'interrogateur Farnsworth
- 2009 : Anges et Démons (Angels & Demons) de Ron Howard : un scientifique du CERN
- 2019 : The Laundromat : L'Affaire des Panama Papers de Steven Soderbergh : le skieur suisse

### Télévision

#### Séries télévisées
- 1979 : Lou Grant, saison 2, épisode 22 Bomb de Gene Reynolds : Robert Bovic
- 1979 : Barnaby Jones, saison 7, épisode 18 The Protectors de Seymour Robbie : Hans Mueller
- 1982 : Ralph Super-héros (The Greatest American Hero), saison 2, épisode 16 It's All Downhill from Here de Sidney Hayers : Yuri Petchernec
- 1982 : Jake Cutter (Tales of the Gold Money), saison unique, épisodes 1 et 2 Le Trésor du singe doré, 1re et 2e parties (Tales of the Gold Monkey, Parts I & II) de Ray Austin : Hanus
- 1982 : Frank, chasseur de fauves (Bring 'Em Back Alive), saison unique, épisode 4 Le Cinéma de Frank (The Reel World of Frank Buck) de Don Weis : Haubtmann
- 1984 : Masquerade, saison unique, épisode 10 The Sleeper de Sidney Hayers : Lohmann
- 1985 : K 2000 (Knight Rider), saison 4, épisode 9 Le Vainqueur (Knight Racer) : Fredo Lureni
- 1986 : Les deux font la paire (Scarecrow and Mrs. King), saison 3, épisode 22 Les Feux de la rampe (All the World's a Stage) de Sidney Hayers : l'officier allemand dans la pièce
- 1986 : Rick Hunter (Hunter), saison 3, épisode 2 Changez de partenaire et dansez (Change Partners and Dance) de James Whitmore Jr. : Craig Borson
- 1992 : Bienvenue en Alaska (Northern Exposure), saison 3, épisode 16 'Les Trois Amigos (The Three Amigos) : Reinhart
- 1998 : De la Terre à la Lune (From the Earth to the Moon), épisode 4 1968 de David Frankel et épisode 5 Spider : Werner Von Braun
- 1998 : Le Damné (Brimstone), saison unique, épisode 4 Repentir (Repentance) de Terrence O'Hara : Martin Benedict
- 2001 : Alias, saison 1, épisode 5 Copie conforme (Doppelgänger) de Ken Olin : Jeroen Schiller
- 2002 : Espions d'État (The Agency), saison 1, épisode 10 Les Loups dans la bergerie (The Understudy) : Konrad
- 2004 : NCIS : Enquêtes spéciales (NCIS), saison 1, épisode 10 Amnésie (Left for Dead) de James Whitmore Jr. : Dr Rutger
- 2004 : Urgences (ER), saison 11, épisode 6 Heure du décès (Time of Death) : Dr Adler
- 2006 : Ghost Whisperer, saison 2, épisode 9 L'Œuvre inachevée (The Curse of the Ninth) de Peter Werner : Patrick Roth
- 2012 : Breaking Bad, saison 5, épisode 2 Madrigal de Michelle MacLaren : Peter Schuler
- 2020 : Better Call Saul, saison 5, épisode 7 JMM : Peter Schuler

#### Téléfilms
- 1977 : The Deadly Triangle de Charles S. Dubin : Ernst Haag
- 1978 : Keefer de Barry Shear : Vorst
- 1985 : Stark de Rod Holcomb : Powell
- 1990 : The Incident de Joseph Sargent : Riefensthal
- 1991 : Seeds of Tragedy de Martin Donovan : Gunter
- 1991 : Keeping Secrets de John Korty : le photographe
- 1992 : In the Line of Duty: Siege at Marion de Charles Haid : John Singer
- 1994 : My Antonia de Joseph Sargent : Otto
- 1996 : Les Cavaliers de la mort (Riders of the Purple Sage) de Charles Haid : Deacon Tull

## Théâtre à Broadway
- 1996 : À torts et à raisons (Taking Sides) de Ronald Harwood, costumes de Theoni V. Aldredge : Helmuth Rode[1]

## Note et référence
1. ↑  Rôle repris par Ulrich Tukur dans l'adaptation au cinéma de 2002 sous le même titre original (titre français : Taking Sides : Le Cas Furtwängler).